# 伍宜孫書院

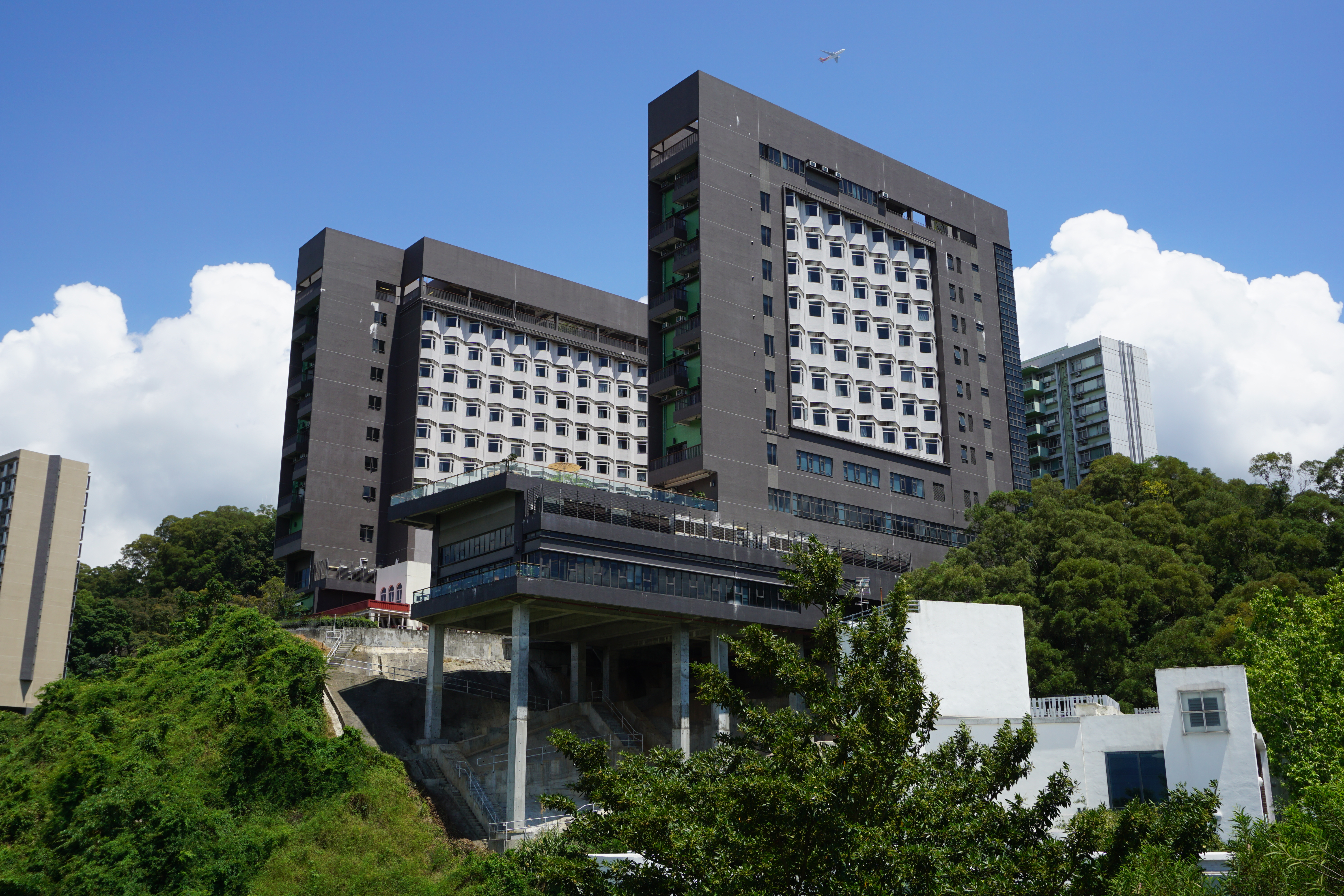
伍宜孫書院西北面

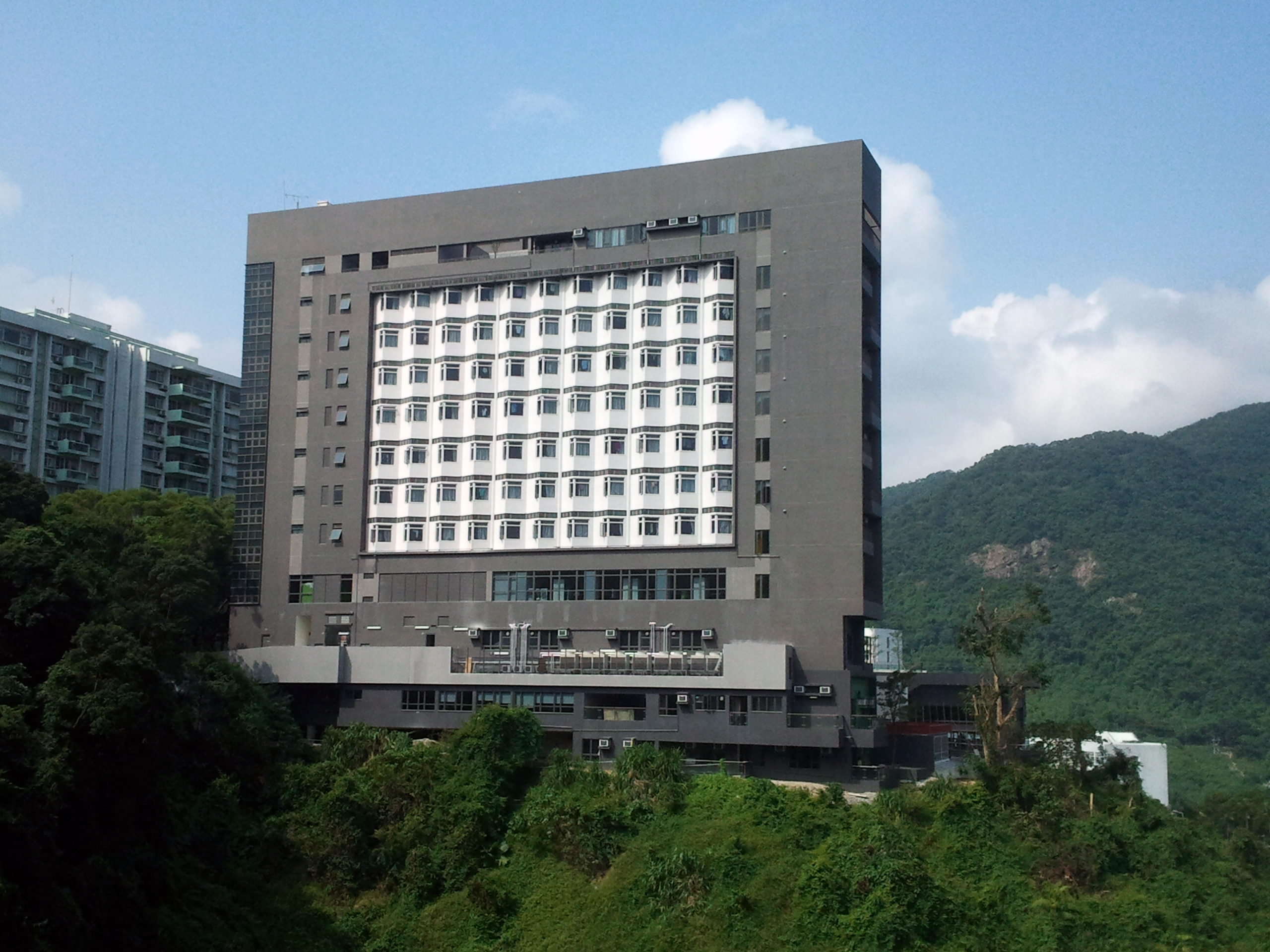
伍宜孫書院東面

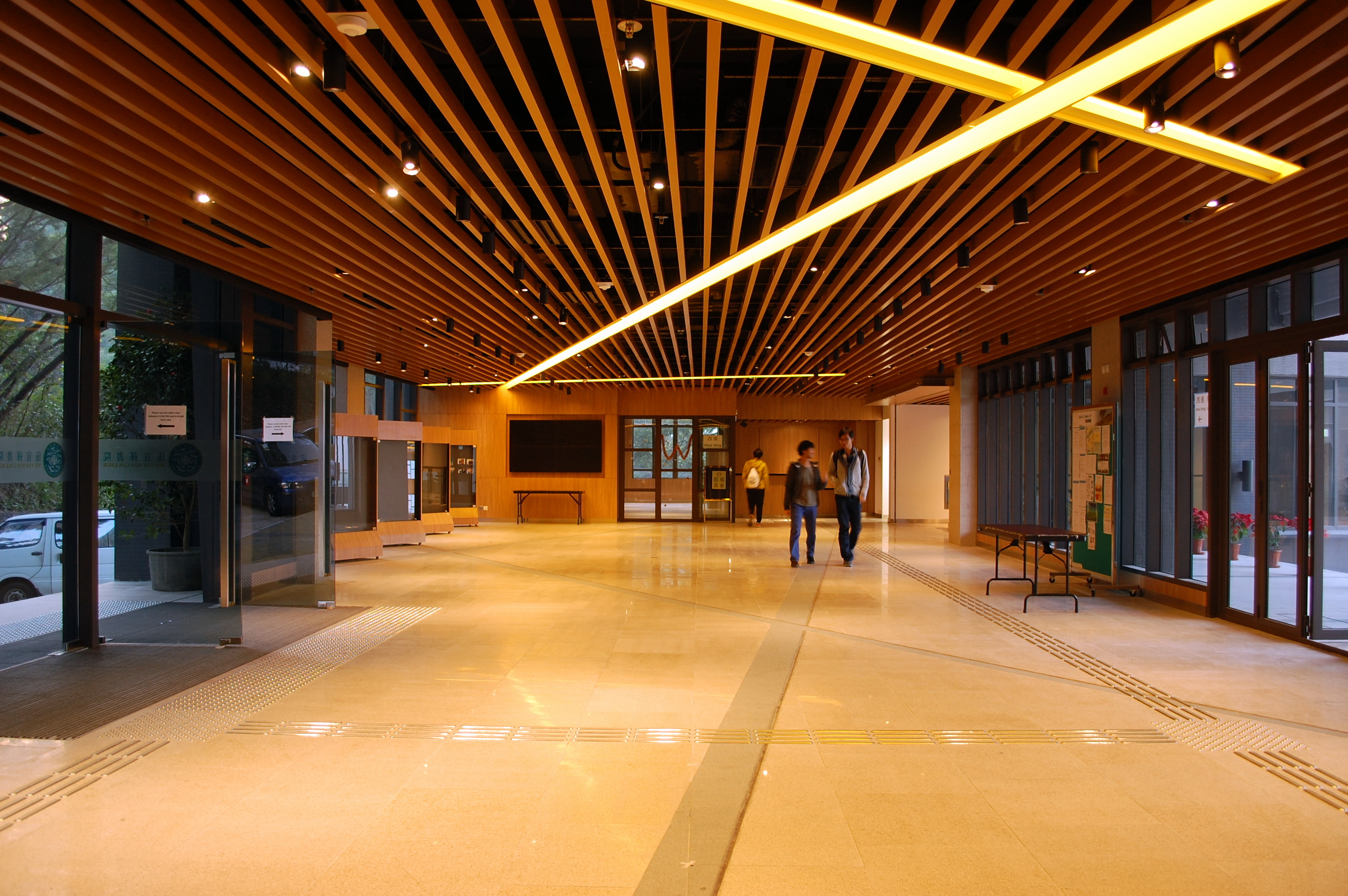
大堂

伍宜孫書院（英語：Wu Yee Sun College）是香港中文大學九家書院之一。書院由伍宜孫慈善基金會捐助，以永隆銀行創辦人伍宜孫博士的名義建立。書院強調個體及群體均應承擔社會責任為一大特色。
伍宜孫書院校園建於中大士林路西段，於逸夫書院及和聲書院之間，俯瞰吐露港，景色優美。書院錄取最多1,200人，其中600名宿生及不多於600名走讀生。

## 歷史
隨著香港大學教育改行推行四年制，香港中文大學亦重新開辦四年制的大學課程，使大學的學生人數會在2012年急升。故此，中文大學在2006年起開始籌建新書院。在2007年，中文大學獲伍宜孫慈善基金會捐助1億7千萬元，成立伍宜孫書院。
按原定計劃，三所於2007年成立的書院均獲分配士林路的土地興建，但最終只有伍宜孫書院及和聲書院最終採納方案在上址建校，位於士林一巷的伍宜孫書院，毗鄰逸夫書院及和聲書院。
伍宜孫書院在士林路西段的舊大學賓館原址建校（其中只有第一座獲保留作健身室，並於2016年易名為如日坊），並於2010年6月9日舉行奠基典禮。
2012年，隨著新學制正式於大學推行，伍宜孫書院亦收取約3百人的首批學生。由於書院並未建成，書院學生需入住國際生舍堂。
2013年，書院大樓建成，600位學生入住宿舍； 2014年9月取錄第三批學生，書院學生人數達至900人，宿位開始出現競爭，有別於2012年一定有宿位的情況。2015年取錄第四批學生後，學生與宿位比例維持二比一，唯此比例仍遠遠高於其他非全宿共膳的書院；而宿分不足者，亦有機會在其後獲分配國際生堂宿位。
伍宜孫書院正將後方的教職員宿舍第四苑，重建為一座可提供250個宿位的宿舍大樓，並納入政府「宿舍發展基金」支援項目，預計2027年完工。

## 文化

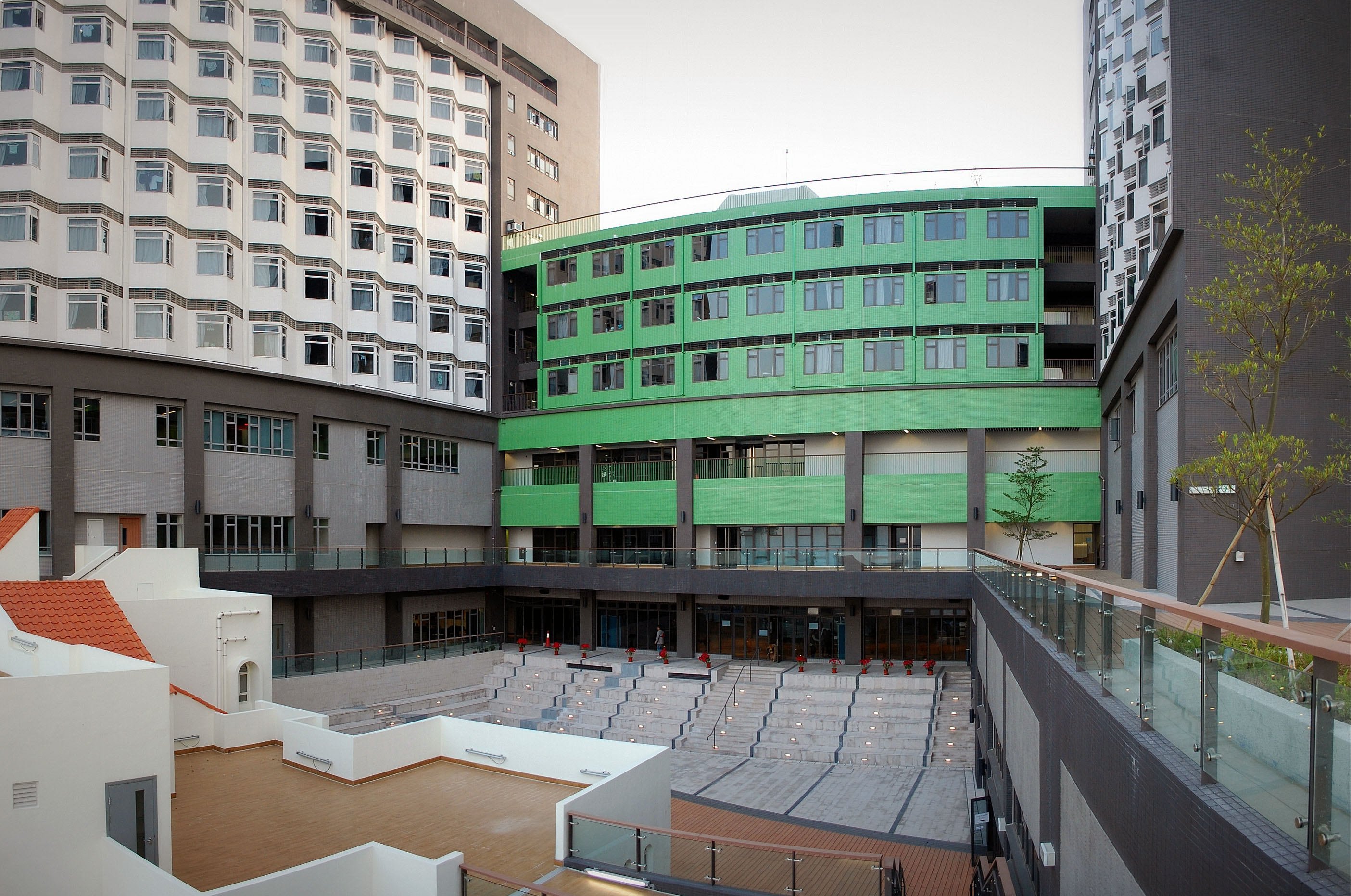
庭院

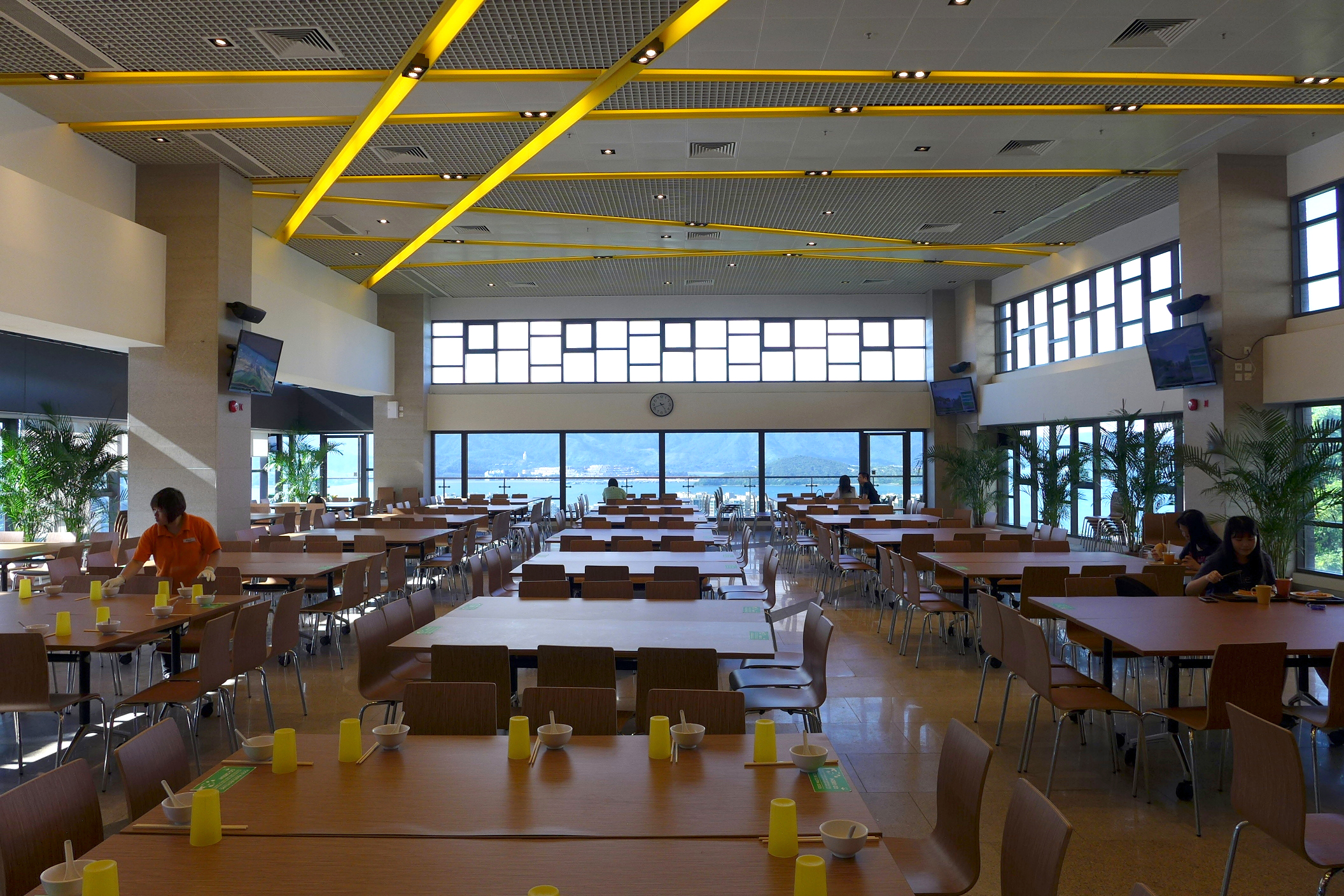
飯堂

### 院訓
伍宜孫書院的院訓為「博學篤行」，取自中庸第二十章：
|  | 博學之，審問之，慎思之，明辨之，篤行之 |

取義為希望透過不同的校園生活、海外交流及文化活動，使學生有更廣闊的視野，並由此變得更積極進取，貢獻社會及豐盛人生。

### 使命
書院的使命為「彰顯創新志業、承擔社會責任」，希望學生能在數年的大學中培養創新志業精神，能鍥而不捨地追求、發明和創造新事物及理念，以為社會作出項獻。

### 院徽
院徽設計特以松樹盆景作主題，因松樹耐寒，象徵了堅毅不屈的精神，這與書院貫徹培育下一代的志向不謀而合；配合仿如玉珮般優雅華麗的雕刻線條，盡展含蓄內歛、君子風度翩翩的意境。呈圓形的院徽設計亦仿如古代銅幣，映照出伍博士的創立永隆銀行故事。。

「The Sunny College」標誌

### 口號
伍宜孫書院之口號為「Go Green, Be Sunny」，既反映書院培養創新與環保之士的精神，同時「Sunny」亦回應伍氏之名字。
除此之外，伍宜孙書院学生在迎新营及书院会师时都会叫喊以下口号：
|  | 伍宜孫 立於山中士林路 入伍宜孫 我哋引以自豪 我哋 自由自在 如入大學之道 不須 稱王稱霸 但求追尋我路 中大 山城腳下 茫茫吐露 獨我 伍宜孫為 中大之傲 宜孫 震四方 |

### 外號
由於「伍宜孫」之諧音為523，因此本書院亦被稱為523或數字書院；而隸屬此書院之學生，則被稱之為「兒孫」。

### 别名
書院的別名是The Sunny College，它既從伍宜孫博士的「孫(SUN)」演化而來，也寓意書院師生能發放正能量，仿如旭日初升，滿載朝氣活力，貫徹熱誠志向，矢志追求理想，造福人群。

### 伍宜孫獎
是書院學生的最高榮譽，性質類似新亞書院的誠明獎。

### 刊物
書院官方大概每三個月（一季）都會出版書院通訊《The Sunny Post》，向外界簡述最新動向，以及傑出人士專訪。而學生會轄下出版委員會負責出版學生報《Sunzine》，是《中大學生報》以外少數學生刊物。

## 校友
- 張秀賢，香港學運領袖，前學民思潮發言人，前香港中文大學學生會幹事會會長

## 交通
伍宜孫書院並無設有校巴站，需步行至逸夫書院站（路線3，4，5，7，8，N，H）或三、四苑站（路線3，4，5，6A，7，8，N，H）乘搭校巴。

## 參閱
- 香港中文大學
- 書院聯邦制

## 外部連結
- 香港中文大學校董會決定成立兩所新書院——敬文書院及伍宜孫書院 （页面存档备份，存于）
- 香港中文大學伍宜孫書院官方網站 （页面存档备份，存于）

22°25′19″N 114°12′09″E / 22.421959°N 114.202534°E